# دورا بريان
دورا بريان (بالإنجليزية: Dora Bryan)‏ هي ممثلة بريطانية (وحملت سابقاً جنسية المملكة المتحدة لبريطانيا العظمى وأيرلندا)، ولدت في 7 فبراير 1923 في المملكة المتحدة، وتوفيت بنفس المكان في 23 يوليو 2014 بسبب مرض. من الجوائز التي نالتها جائزة لورنس أوليفيه.

## جوائز
- جائزة لورنس أوليفيه

## وصلات خارجية
- دورا بريان على موقع IMDb (الإنجليزية)
- دورا بريان على موقع الموسوعة البريطانية (الإنجليزية)
- دورا بريان على موقع ميوزك برينز (الإنجليزية)
- دورا بريان على موقع قاعدة بيانات برودواي على الإنترنت (الإنجليزية)
- دورا بريان على موقع ديسكوغز (الإنجليزية)
- دورا بريان على موقع قاعدة بيانات الفيلم (الإنجليزية)